# فيمبل أر-3

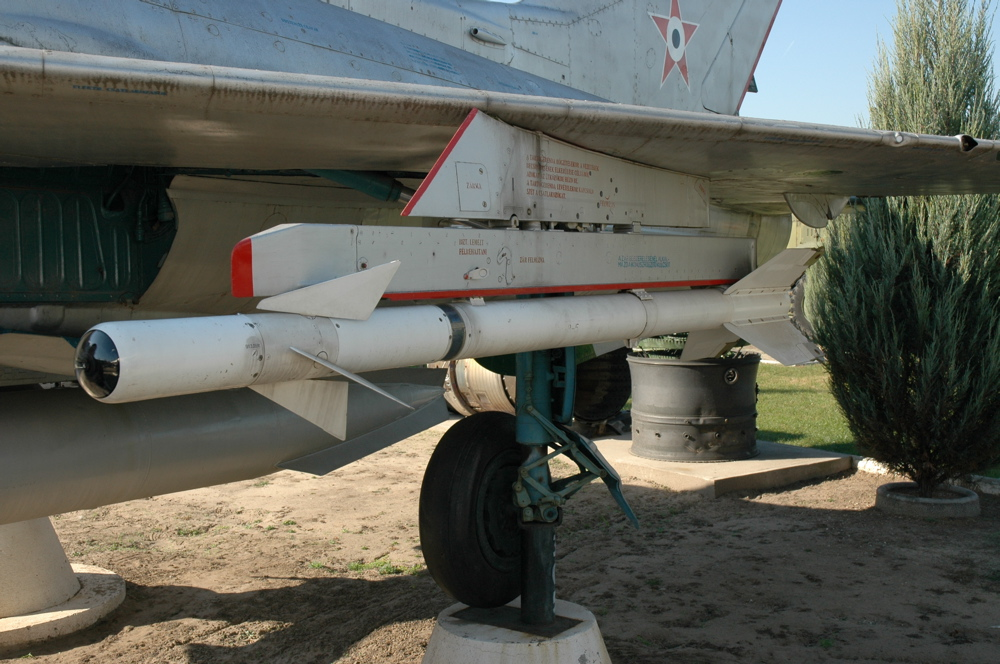
صاروخ كيه-13 مركب على طائرة ميج 21

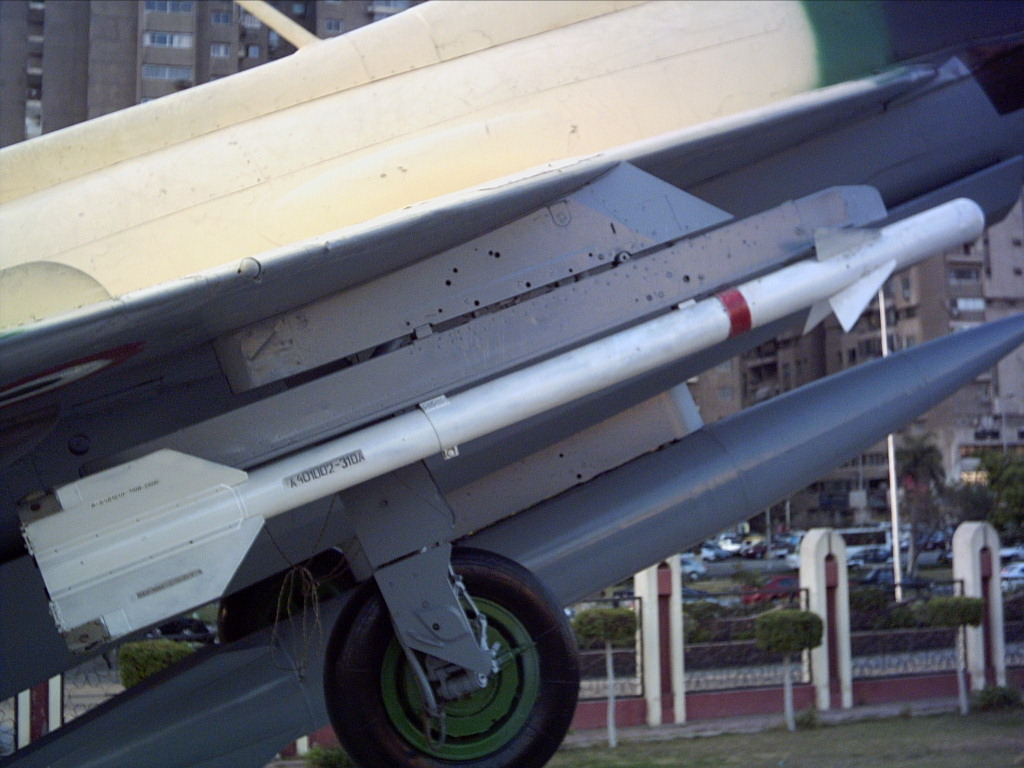
ميج-21 مصرية مسلحة بالكية-13.

الأر-3 (R-3) (لقب تعريف الناتو: ايه.ايه-2 أتول AA-2 Atoll) هو صاروخ جو-جو سوفييتي موجه بالأشعة تحت الحمراء انتشر بكثافة في دول الكتلة الشرقية والدول الحليفة للاتحاد السوفييتي.

## التطوير
ال R-3S (عرف أيضا باسم K-13) تم تطويره في عام 1958 ودخل الخدمة 1960. أدعت المصادر الأمريكية أنه تم تصميمه مطابقا لصاروخ سايدويندر الأمريكي تماما، حيث ادعت هذه المصادر أن الروس استطاعو الحصول على الصاروخ بعد أن أطلقت مقاتلة تايوانية من نوع إف-86 سابر صاروخا على طائرة ميج 17 صينية لكن الصاروخ لم ينفجر وبقي ملتصقا بجسم الطائرة. عاد الطيار بالصاروخ إلى قاعدته واستفاد منه المهندسون السوفييت استفادة كبيرة في تصميم صاروخ الكية-13.
عرف الغرب الصاروخ R-3S لأول مرة في عام 1961 وأعطي لقب تعريف الناتو AA-2A Atoll. اتبع بصاروخ R-3 الموجه بالرادار والشبيه بالصاروخ سايدوايندر AIM-9C. سمي هذا AA-2B بواسطة الناتو. طورت عدة نسخ من الصاروخ وحدثت في أواخر الستينات مثل ال R-13M الموجه بالأشعة تحت الحمراء وال R-3R الموجه بالرادار. كان ال R-13M مكافئ تقريبا للسايدوايندر المطور AIM-9G. تحسن مدى الصاروخ الجديد وأصبح ذو مناورة أفضل وباحث أكثر حساسية في رأس الصاروخ المبرد بالنيتروجين.
كما تم إنتاج نسخة تدريبية من الصاروخ، سميت R-3P.
كل النماذج المختلفة من الكية-13 شبيهة بسايدويندر الأول من ناحية القطر (127 مم) كما أن اقل مدى يمكن إطلاق الصاروخ منه هو كيلومتر واحد. 
صدر الكية-13 إلى كل دول حلف وارسو وبعض القوات الجوية الأخرى في العالم ويظل في خدمة بعض الدول حتى الآن على نطاق محدود. صنعت منه نسخة تحت الترخيص في رومانيا سميت A-91 وفي الصين وسميت PL-2. النسخ الصينية المطورة سميت PL-3 و PL-5.

## المواصفات (R-13M/R-3R)
- الطول: 3420 مم: (R-3R).

2830 مم: (R-13M). 
- المسافة بين الجناحين: 530 مم.
- القطر: 127 مم.
- وزن الإطلاق: 93 كجم: (R-3R).

75 كجم: (R-13M).
- السرعة: ماخ 2.5.
- المدى: 8 كم.

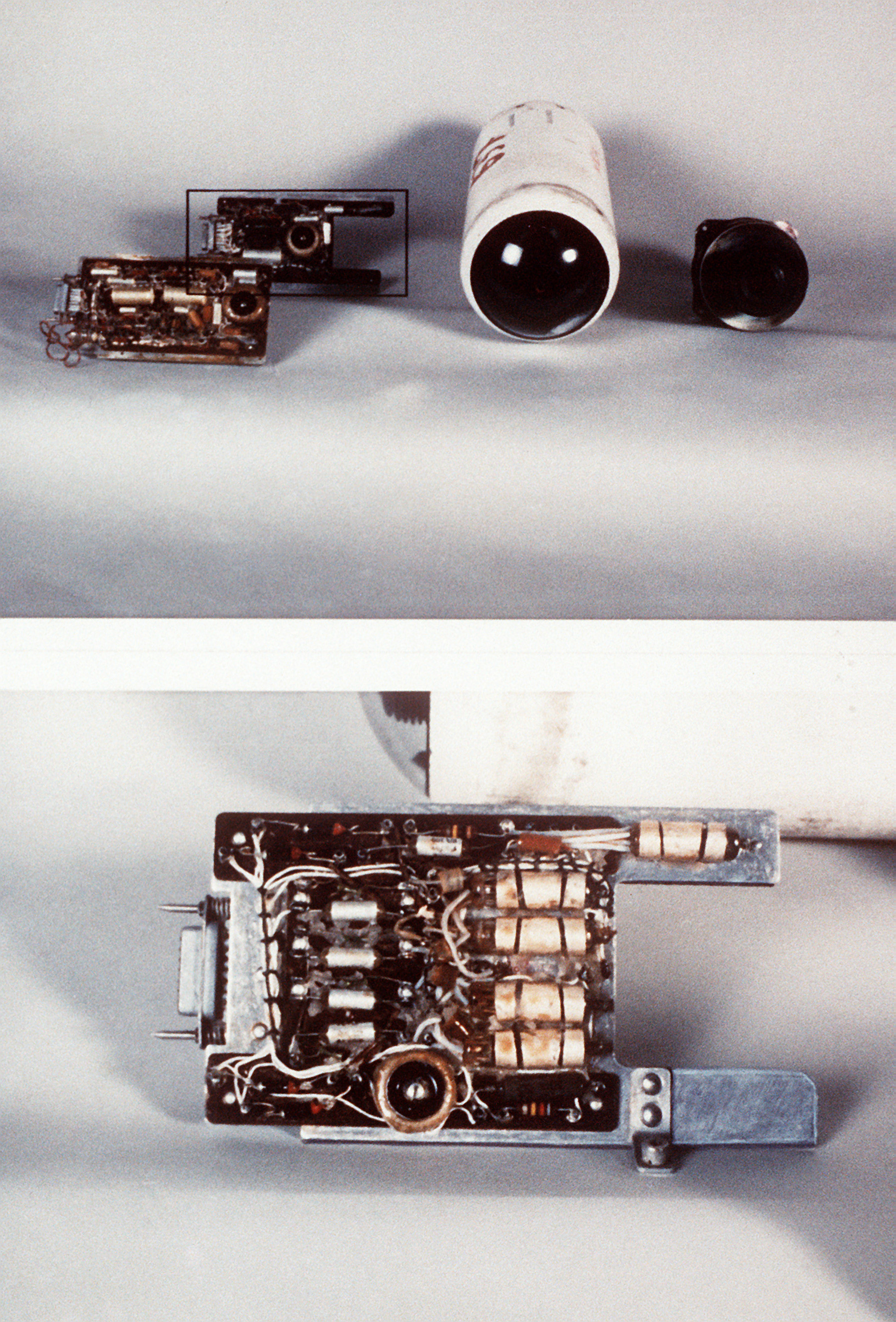
الباحث الخاص بصاروخ R-3S

- التوجيه: (R-13M): موجه بالأشعة تحت الحمراء.

(R-3R): موجه بالرادار.
- الرأس الحربي: 11.3 كجم.

## المستخدمون
- الاتحاد السوفييتي.

- الجزائر.

- الصين.

- العراق.

- ألمانيا الشرقية.

- الهند.

- اندونيسيا.

- أنغولا.

- بلغاريا.

- بولندا.

- تشيكوسلوفاكيا.

- رومانيا.

- سوريا.

- فنلندا.

- فييتنام.

- كوبا.

- كوريا الشمالية.

- مصر.